# Srpnové dekrety

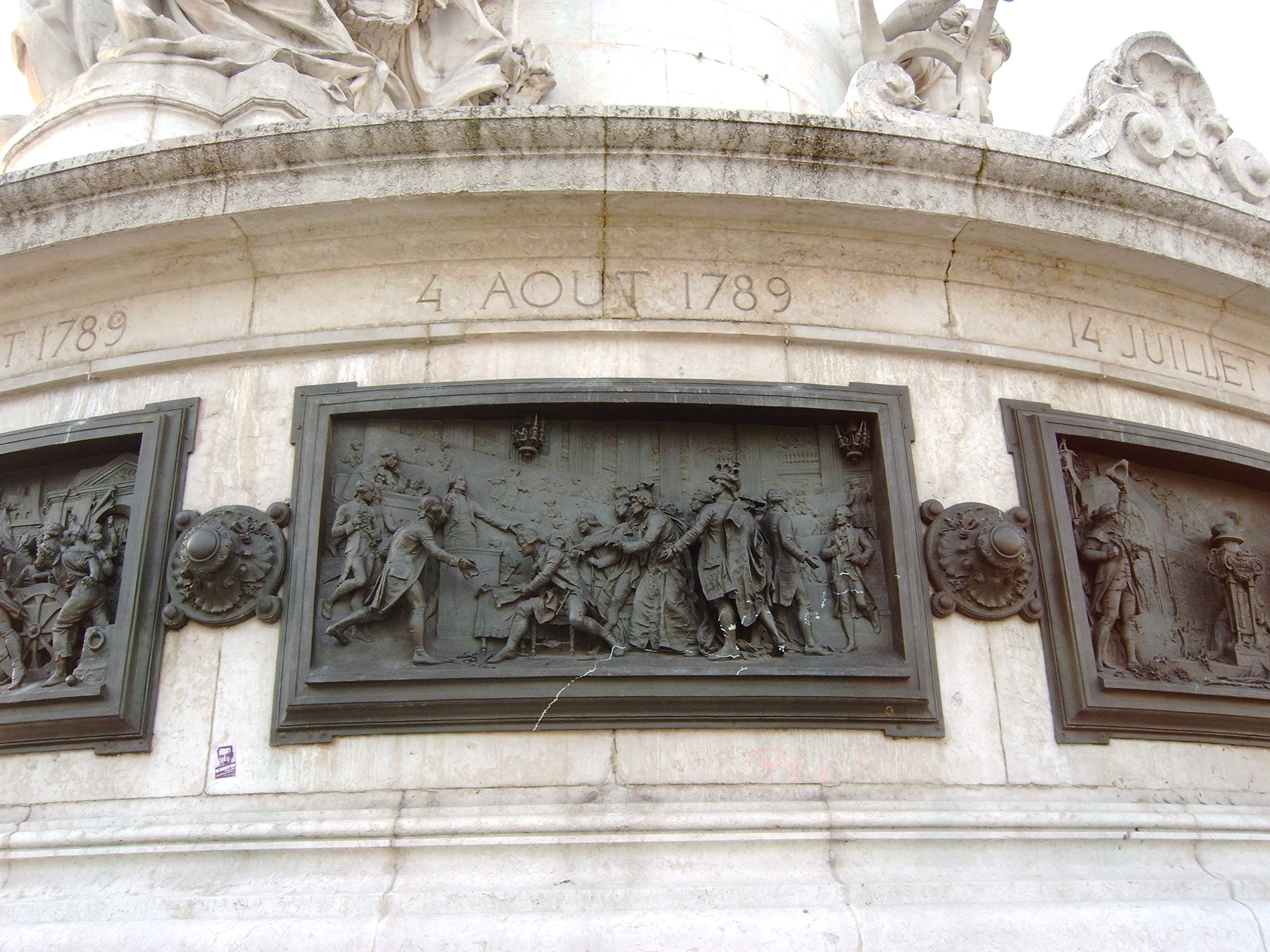
Reliéf znázorňující sepisování srpnových dekretů – pomník Republiky na Place de la République

Srpnové dekrety byly dokumenty, kterými Ústavodárné národní shromáždění v první polovině srpna roku 1789 zrušilo výsady zejména šlechty a duchovenstva ve Francii. Tyto dekrety ukončily z právního hlediska na počátku Velké francouzské revoluce fungování ancien régime.

## Pozadí
Na dobytí Bastily reagovali chudí francouzští venkované v následujících týdnech strachem a panikou z dalšího vývoje událostí. Šířily se fámy o plánované šlechtické odvetě a zahraničních intervencích. Rolníci se také obávali, že nebudou zrušena vrchnostenská a feudální práva. V důsledku toho docházelo na některých místech k vypalování zámků a ničení zdejších archívů. Tyto události se nazývají Velký strach.:s.104-106 Většina poslanců uvažovala o tvrdém potlačení těchto nepokojů, byla si však vědoma politické neprůchodnosti tohoto řešení. Rozhodli se tedy feudální práva zrušit.:s.106-108

## Hlasování a obsah
Změnu iniciovali v Ústavodárném shromáždění vikomt de Noailles a vévoda d'Aiguillon 4. srpna večer.:s.106-108 Hlasování poté probíhalo ve všeobecné euforii a došlo ke zrušení všech oblastních, cechovních a stavovských privilegií, stejně tak i výsad jednotlivců. Dále byly zrušeny královské důchody a úřady, regionální imunity, výjimky z placení poplatků, robota a odúmrti. Šlechta přišla o právo lovu a možnost zřizovat obory a holubníky. Byla zavedena daňová rovnost a duchovenstvo nemohlo dále vybírat desátky.
Vrchnostenská práva mohla být vykoupena, stejně tak soudcovské úřady. Dle francouzského historika Françoise Fureta tak v podstatě „šlo o to proměnit staré vrchnostenské právo v řádnou měšťanskou smlouvu“.:s.106-108 Výkup feudálních práv byl však pro rolníky dost drahý a nakonec tedy byly v červenci 1793 zcela zrušeny. V případě soudcovských úřadů probíhal výkup také několik následujících let. Práce na dekretech a jejich vydávání trvala mezi 5. až 10. srpnem, podle jiného zdroje bylo vydávání ukončeno 11. srpna.:s.106-108

François Furet provedené změny hodnotí slovy:
…můžeme docela dobře napsat, že v noci na 4. srpna byla zavedena rovnost všech před zákonem, a tím ustavena všeobecná platnost vlastnické smlouvy: šlo tedy o novou společnost nikoli z hospodářského, ale z právního hlediska.
:s.106-108, 200